# Pfarrkirche Niederneukirchen

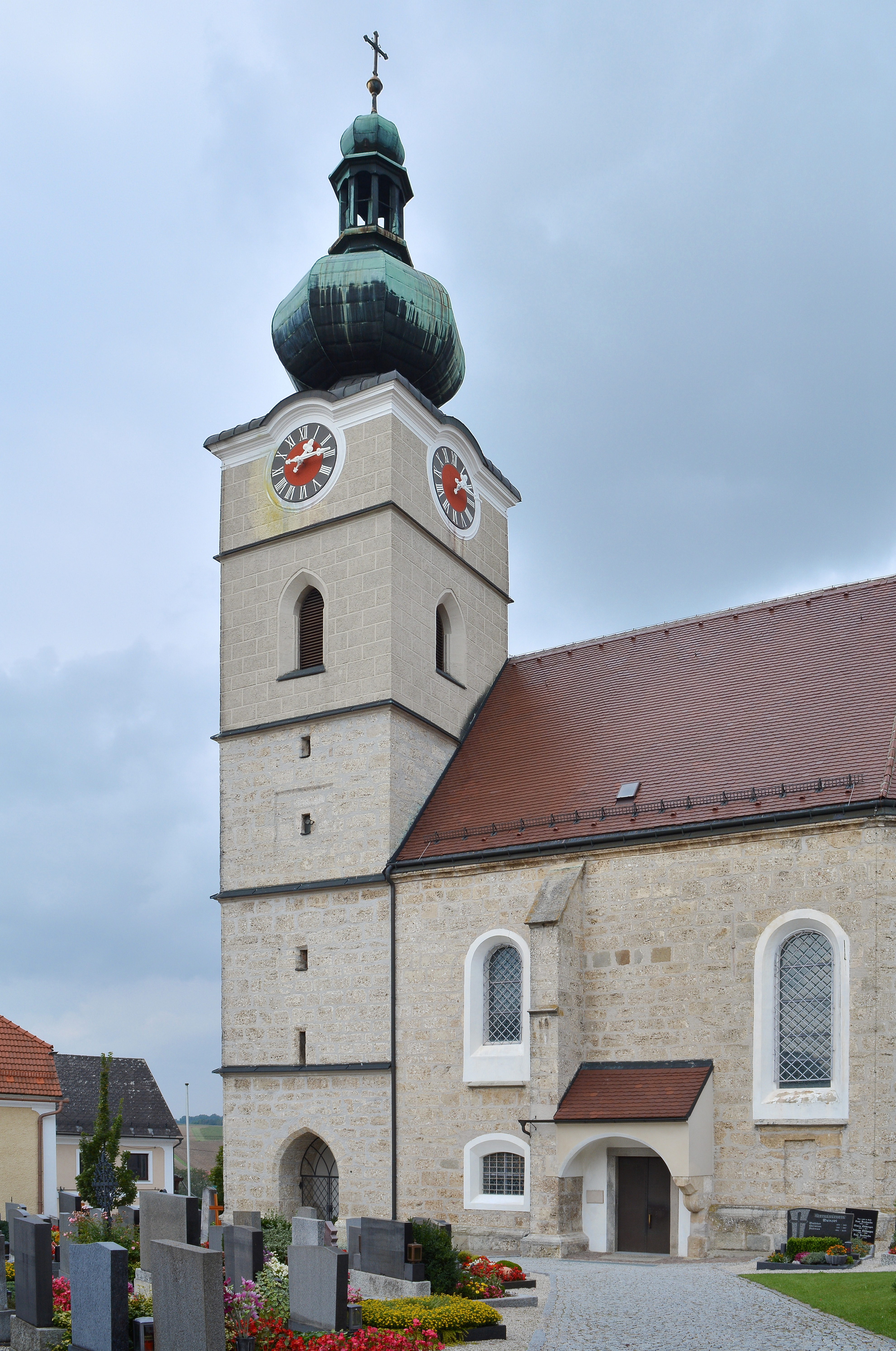
Pfarrkirche hl. Margareta in Niederneukirchen

Die Pfarrkirche Niederneukirchen steht im Ort Niederneukirchen in der Gemeinde Niederneukirchen in Oberösterreich. Die römisch-katholische Pfarrkirche hl. Margaretha gehört zum Dekanat Enns-Lorch in der Diözese Linz. Die Kirche und der Friedhof stehen unter Denkmalschutz.

## Geschichte
Eine Kirche wurde 889 urkundlich genannt. Das heutige Kirchengebäude wurde am 1. September 1488 geweiht.

## Architektur
Die spätgotische Hallenkirche hat ein zweischiffiges dreijochiges netzrippengewölbtes Langhaus mit einer Abschrägung zum Fronbogen und einen eingezogenen dreijochigen netzrippengewölbten Chor mit einem Dreiachtelschluss. Das nördliche Schiff wurde Mitte des 19. Jahrhunderts um ein Joch in der Breite des Turmes nach Westen verlängert. Der Westturm am südlichen Seitenschiff mit einem Zwiebelhelm in barocken Formen wurde 1954 verändert.
Am Chorhaupt steht ein Kapellenanbau mit einem Schmiedeeisengitter um 1700.

## Ausstattung
Der neugotische Hochaltar mit einem Gemälde von Ferdinand Scheck dem Jüngeren zeigt die Kirchenpatronin, die Hl. Margaretha. Die Ausstattung stammt großteils aus der Mitte des 19. Jahrhunderts und wurden in der zweiten Hälfte des 20. Jahrhunderts neu gestaltet. An den Chorwänden sind spätgotische Reliefgruppen Mariä Heimsuchung, Weihnacht, Anbetung der Könige aus dem Anfang des 16. Jahrhunderts von einem ehemaligen gotischen Flügelaltar. Die Hintergründe der Reliefs und das Relief Darbringung im Tempel sind erneuert. Auf der Westempore ist das ehemalige spätbarocke Hochaltargemälde hl. Franziskus aus dem zweiten Viertel des 18. Jahrhunderts wohl vom Maler Wolfgang Andreas Heindl. Die Orgel aus 1993 mit 17 Registern und 2 Manualen stammt von Andreas Kaltenbrunner.